# Hilmar Moore

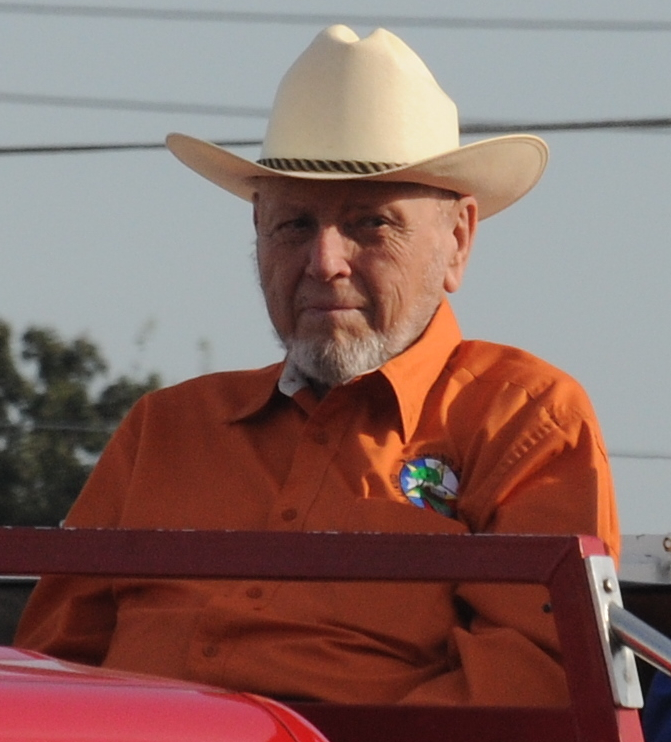
Hilmar Moore, 2012

Hilmar Guenther Moore (* 28. Juli 1920 in San Antonio, Texas; † 4. Dezember 2012 in Richmond, Texas) war ein US-amerikanischer Landwirt und der am längsten amtierende Bürgermeister der Vereinigten Staaten.

## Werdegang
Moore besuchte bis 1938 die Richmond High School und danach die University of Texas. Von 1942 bis 1946 diente Moore in der Armee. Zurück in seiner Heimat, entschloss er sich, als Viehzüchter tätig zu werden. Am 22. September 1949 wurde er zum Bürgermeister von Richmond gewählt. Bis zu seinem Tod wurde er 32 Mal wiedergewählt. Mit 63 Jahren und 73 Tagen war er somit der am längsten amtierende Bürgermeister der Vereinigten Staaten.